# Primeira Divisão de 1979–80
A Primeira Divisão de 1979-80 foi a 46.ª edição do Campeonato Português de Futebol.
Esta temporada representou 16 clubes no campeonato.
Foi o Sporting que ganhou o campeonato. É o décimo quinto título do clube da sua história.

## Classificações
| Pos | Equipa            | J  | V  | E  | D  | GM | GS | Diff | Pts |
| --- | ----------------- | -- | -- | -- | -- | -- | -- | ---- | --- |
| 1   | Sporting          | 30 | 24 | 4  | 2  | 67 | 17 | +50  | 52  |
| 2   | FC Porto          | 30 | 22 | 6  | 2  | 59 | 9  | +50  | 50  |
| 3   | Benfica           | 30 | 19 | 7  | 4  | 79 | 21 | +58  | 45  |
| 4   | Boavista          | 30 | 15 | 7  | 8  | 44 | 30 | +14  | 37  |
| 5   | Belenenses        | 30 | 13 | 8  | 9  | 33 | 38 | -5   | 34  |
| 6   | Vitória Guimarães | 30 | 11 | 10 | 9  | 42 | 48 | +4   | 32  |
| 7   | Sporting Espinho  | 30 | 11 | 6  | 13 | 29 | 42 | -13  | 28  |
| 8   | Portimonense      | 30 | 10 | 6  | 14 | 32 | 49 | -17  | 26  |
| 9   | Sporting Braga    | 30 | 10 | 6  | 14 | 34 | 40 | -6   | 26  |
| 10  | Varzim            | 30 | 8  | 10 | 12 | 37 | 45 | -8   | 26  |
| 11  | Marítimo          | 30 | 9  | 8  | 13 | 25 | 37 | -12  | 26  |
| 12  | Vitória Setúbal   | 30 | 9  | 5  | 16 | 29 | 41 | -12  | 23  |
| 13  | União Leiria      | 30 | 6  | 9  | 15 | 26 | 49 | -13  | 23  |
| 14  | Estoril           | 30 | 5  | 11 | 14 | 18 | 37 | -19  | 21  |
| 15  | Beira Mar         | 30 | 5  | 10 | 15 | 24 | 46 | -22  | 20  |
| 16  | Rio Ave           | 30 | 5  | 3  | 22 | 22 | 61 | -39  | 13  |

## Campeão
| Campeonato de Portugal de primeira divisão 1979/1980 |
| ---------------------------------------------------- |
| Sporting 15° Título                                  |